# Бігун у лабіринті
Бігун у лабіринті (англ. The Maze Runner) — роман Джеймса Дешнера. Перша частина книжкової серії «Той, що біжить лабіринтом», написаної в жанрі молодіжної антиутопії. Роман побачив світ у жовтні 2009 року у видавництві «Delacorte Press». Після успіху книги вийшли два продовження — «Випробування вогнем» (2010) і «Ліки від смерті»(2011). У серпні 2012 року Джеймс Дешнер також написав приквел «Ордер на вбивство», а 2016 року — «Лихоманковий код».
На основі сюжету книги знято однойменний фільм. Головні ролі виконали: Ділан О'Браєн, Томас Сангстер і Кая Скоделаріо. Дата виходу фільму в Україні — 18 вересня 2014 року.

## Сюжет
Томас прокидається і виявляє, що він перебуває в неосвітленому ліфті, що має назву «Ящик». Він не пам'ятає нічого, крім свого імені; його розум очищений від спогадів, які могли б дати підказки щодо його минулого життя і про нього самого. Коли ліфт відкривається, Томас бачить, що оточений іншими хлопцями-підлітками, які приймають його в свій так званий Ґлейд (англ. Glade — Галявина) — величезний квадратний простір, обмежений з усіх чотирьох сторін гігантськими кам'яними стінами в сотні метрів заввишки, які рухаються щоночі. Ґлейд і його мешканці — понад п'ятдесят юнаків, які називають себе «ґлейдерами», оточені колосальних розмірів Лабіринтом, вибратися з якого за три роки не зміг ніхто. У цьому Лабіринті мешкають моторошні смертоносні страховиська — ґрівери-кіборги, суміш машин і живих істот, які вбивають кожного, хто зважиться залишитися в Лабіринті на ніч. Стіни щоночі зсуваються, захищаючи Ґлейд від ґріверів.
У Ґлейді юнаки об'єднуються і ділять між собою обов'язки згідно зі своїми здібностями. Є посади кухарів, м'ясників, садівників тощо. Але Томаса з незрозумілої причини більше всіх тягне стати Бігуном — тим, хто кожного дня з ризиком для життя біжить в Лабіринт і запам'ятовує розташування стін, яке щоразу змінюється. Деякі ґлейдери недовірливо ставляться до Томаса, чимало з них стверджують, що бачили його, коли проходили крізь Переміну — болісне явище повернення пам'яті на короткий час. Особливо неприязно до Томаса ставиться юнак на ім'я Галлі. І все ж у Томаса з'являються друзі й однодумці (особливо до нього прив'язується хлопчик на ім'я Чак), і життя в Ґлейді знову йде своїм порядком.
Але все змінюється, коли в один прекрасний день Ящик доставляє дівчину. Її звуть Тереза, вона перебуває в комі, а в руці стискає записку. У записці говориться, що «вона остання і все скоро закінчиться».
Ґлейдери не розуміють, що все це може означати, вміщують дівчину до карантину і продовжують свої звичні справи.
Одного разу Мінхо, ватажок бігунів, повертається раніше звичайного і повідомляє, що знайшов у лабіринті мертвого ґрівера. Ватажок підлітків Альбі з бігуном йдуть перевірити почвару, однак та раптово оживає і жалить Альбі. Мінхо забирає лідера на своїх плечах, однак до закриття дверей вони не встигають. Це бачить Томас і, не зважаючи на найсуворішу заборону не виходити в Лабіринт за жодних умов, він біжить на допомогу. Двері закриваються за Томасом. Троє юнаків опиняються замкненими в Лабіринті.
На них нападають ґрівери. Мінхо, впевнений, що все вже втрачено, тікає, а Томас вирішує врятувати Альбі. Він підвішує його в повітрі за допомогою плюща, а сам відволікає ґріверів, які женуться за ним. По дорозі він наздоганяє Мінхо, і вони разом біжать до «стрімчака».
«Стрімчак» — це місце, де між стінами видніється гігантська прірва. Мінхо і Томас заманюють ґріверів до стрімчака, й ті падають до прірви.
Вранці мешканці Ґлейду з подивом зустрічають і вітають тих, хто врятувався. Тільки Галлі лютує з того, що сталося. Після сутички з Томасом на засіданні ради, Галлі тікає в Лабіринт і зникає в ньому.
Водночас прокидається Тереза й каже, що «запустила процес під назвою Закінчення». Того ж вечора двері Лабіринту не зачиняються на ніч, а значить ґрівери можуть безперешкодно потрапити в Ґлейд.
Всі готуються до оборони, зміцнюючи стіни Гомстеду, приміщення, де вони сплять. У першу ж ніч ґрівери входять у Ґлейд. Разом з ґріверами в приміщення несподівано вривається Галлі, який кричить, що ґрівери приходитимуть щоночі та забиратимуть одного з ґлейдерів, а сам кидається на поживу ґріверам.
Наступного ранку Томасу приходить в голову несподівана ідея. Він порівнює різні карти Лабіринту, зібрані бігунами за два роки та знаходить на них секретний код, а також вирішує пройти «Переміну», щоб до нього повернулися спогади з минулого життя.
Вночі Томас навмисно дає ґріверу вжалити себе, отримавши таким чином спогади, які підказують йому спосіб вирватися з Лабіринту. Разом з відповіддю спливає той факт, що Томас і Тереза напряму пов'язані з БЕЗУМом.
В той же день Томас із друзями реалізують свій план втечі. Вони пробираються вночі до стрімчака, який почали називати Норою ґріверів. Поки всі б'ються, Томас, Тереза і Чак продираються до Нори ґріверів. Нарешті, вимкнувши весь Лабіринт, вони рятують тих, хто вижив — їх лишилося лише 20.
Потрапивши у дивне приміщення, ґлейдери помічають жінку в строгому костюмі, а поруч і Галлі. За її наказом Галлі кидає ніж в Томаса, але того рятує Чак, який помирає у Томаса на руках. Жага помсти накриває Томаса з головою, і він жорстоко б'є Галлі, до напівсмерті. Після цього їх рятують дивно одягнені люди. Але чи рятують вони?

## Персонажі
- Томас — головний герой книги, який прибув до Ґлейду передостаннім.
- Тереза — єдина дівчина в Ґлейді. Здатна спілкуватися телепатичним способом з Томасом.
- Ньют — друг Томаса, другий лідер після Албі. Колишній Бігун, який залишив це заняття після травми.
- Чак — найкращий друг Томаса, який прибув у Ґлейд до нього. Наймолодший з підлітків.
- Мінхо — куратор Бігунів.
- Галлі — юнак, який пройшов через Метаморфозу. Відчуває до Томаса жагучу ненависть.
- Альбі — лідер Ґлейду. Також пройшов через Метаморфозу.

## Історія створення
Восени 2005 року Дешнер написав завершальну четверту книгу «Саги про Джиммі Фішера», яку публікувало невелике регіональне видавництво. Власник видавництва порадив Дешнеру написати ще одну книгу до цієї серії, однак той натомість вирішив ризикнути та написати окрему книгу, яку можна було б випустити на світовий ринок. У листопаді того ж року Джеймсу Дашнер несподівано перед сном прийшла в голову ідея  «про групу підлітків, що живуть усередині величезного Лабіринту, з якого немає виходу, Лабіринту повного огидних тварюк, Лабіринту в майбутньому темному постапокаліптичному світі. Можна було б поекспериментувати, вивчити те, що відбувалося в головах у цих хлопчаків. З ними будуть відбуватися страшні речі. Жахливі речі. Вони будуть у цілковито безнадійному становищі. До тих пір, поки жертви не скористаються силою свого розуму»
Дашнер писав роман «Бігун лабіринтом» з грудня 2005 по березень 2006 року.

## Сприйняття і критика
Компанія з продажу книг «Barnes & Noble» затвердила книгу «Бігун лабіринтом» на «полицю нових письменників кінця 2009 — початку 2010-х років». Американський книжковий оглядач «Kirkus Reviews» зазначає: «Дійсно важко відкласти книгу. Вона змусить читачів гортати сторінку за сторінкою від нетерпіння, бажаючи дізнатися, що буде далі.»
Джессіка Гаррісон з газети «Deseret Morning News» відзначила, що «Бігун у лабіринті» — це захоплива пригодницька книга для аудиторії віком 13+, яка змусить серця читачів битися швидше і примусить їх просити про більше. Вона також зауважила, що «початок книги трохи розтягнуто, але це пов'язано зі сприйняттям Томасом його нового життя і поступово, набираючи темп, роман перетворюється на нескінченний нон-стоп екшн. Проте єдиною вадою роману можна вважати белетризований сленґ, яким активно користуються приятелі, але він дуже пасує їм і натурально звучить в їхніх вустах. Якщо подивитися на це з хорошого боку, він використовується так часто, що читач поступово звикає до нього і не звертає на нього уваги»

## Екранізація
У січні 2011 року стало відомо, що фільм «Той, що біжить лабіринтом» за однойменною книгою Джеймса Дешнера буде здійснений компанією 20th Century Fox з  Кетрін Гардвік  на посаді режисера і  Ноан Оппенхеймом — сценариста. При цьому на твіттері Дешнера повідомлялося, що він сподівається, що Кетрін Гардвік не братиме участі в цьому проекті. До 28 квітня 2012 року книга все ще не отримала дозволу на екранізацію, попри те, що згідно з офіційним сайтом письменника, сценарій до фільму вже готовий.
Нарешті навесні 2013 року в твіттері Дешнера з'явилося повідомлення, що знімання фільму почалися в травні 2013 і закінчаться в лютому 2014 року. На головну роль затверджено Ділана О'Браєна.
В Україні прем'єра фільму відбулася 18 вересня 2014 року в усіх кінотеатрах країни.

## Інші книги серії
Всього станом на 2017 рік до серії «Той, що біжить лабіринтом» входять 5 книг:
- Бігун у лабіринті / The Maze Runner (2009)
- Випробування вогнем / The Scorch Trials (2010)
- Ліки від смерті / The Death Cure (2011)
- Ордер на вбивство / The Kill Order (2012)
- Код лихоманки / The Fever Code (2016)